# Michele Bullock
Michele Bullock, est une économiste australienne. En juillet 2023, elle est désignée gouverneure de la Banque de réserve d'Australie devenant ainsi la première femme à diriger cet institut.

## Biographie
Michele Bullock a étudié à l'Université de Nouvelle-Angleterre où elle décroche un bachelor d'économie en 1984. Elle s'inscrit ensuite à la London School of Economics où elle obtient un Master of Science en 1989. 
En 1985, elle entre à la banque de Réserve fédérale australienne et y occupe différents postes avant d'être nommée première femme vice-gouverneur de l'institution en avril 2022. Le 14 juillet 2023, elle est élue gouverneure de la Banque de réserve d'Australie et succède à Philip Lowe (en), elle occupera ce poste à partir du 18 septembre.